# Мочуляк Ренат Олегович
Рєна́т (Ренат) Оле́гович Мочуля́к (нар. 15 лютого 1998, Одеса, Україна) — український футболіст, центральний півзахисник «Агробізнесу».

## Біографія
Народився 15 лютого 1998 року в Одесі, де й почав займатися футболом в академії «Чорноморця». У сезоні 2011/12 виступав за «моряків» у ДЮФЛ.
2012 року перебрався до Києва, де наступні три роки грав за ДЮФШ «Динамо» ім. Валерія Лобановського у тому ж таки ДЮФЛ.
Після завершення навчання, улітку 2015 року, став гравцем юнацького складу «Динамо». До кінця року Мочуляк зіграв у трьох матчах у першості U-19.
На початку 2016 року Мочуляк був заявлений за другу динамівську команду, що грала в Першій лізі. У професіональних змаганнях дебютував 2 квітня 2016 року у виїзному матчі проти краматорського «Авангарда», який завершився поразкою киян 0:1, а Ренат вийшов на заміну на 83 хвилині замість Ахлідіна Ісраїлова.
1 листопада 2016 року було повідомлено про перехід Мочуляка до складу грецького «Платаніаса». Втім за першу команду так і не дебютував і повернувся до України, де опинився у складі «Чорноморця», а потім «Десни».

### Збірна
2014 року виступав за юнацькі збірні України до 16 та до 17 років.